# Logname

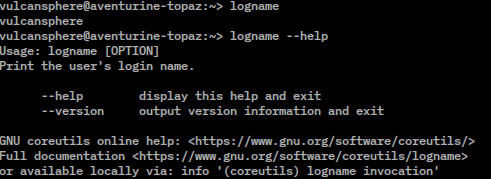
polecenie wypisujące login

logname – uniksowe polecenie wypisujące login aktualnie zalogowanego użytkownika. W systemie GNU ten program jest w pakiecie GNU Coreutils.

## Przykład
```
$ logname
user1
```